# José Luis González Quirós
José Luis González Quirós est un philosophe, écrivain et essayiste espagnol.

## Biographie
Il est président du parti Vox ad interim en 2014. Il est mis en cause pour avoir facturé plus de 50 000 euros à son parti en faveur de la société de conseil Mind & Matters, dont il est le propriétaire.

## Publications
- José Luis González Quirós, Karim Gherab Martín, Bill Cope et Philip Angus, Arguments for an Open Model of e-Science, Londres, The Future of the Academic Journal, Chandos Publishing, 2009 (ISBN 978-18-433-4416-2), p. 63-83.
- José Luis González Quirós, The New Temple of Knowledge: Towards a Universal Digital Library, Common Ground Publishing, 2009.
- José Luis González Quirós et Karim Gherab Martín, El templo del saber: hacia la biblioteca digital universal, Barcelone, Deusto, 2006 (ISBN 84-234-2419-7).
- José Luis González Quirós, Los rascacielos de marfil, Madrid, Lengua de Trapo, 2006 (ISBN 84-96080-67-6).
- José Luis González Quirós, El Quijote y el pensamiento moderno, Madrid, Sociedad estatal de conmemoraciones culturales, 2005 (ISBN 84-96411-19-2).
- José Luis González Quirós, Repensar la cultura, Madrid, Ediciones Internacionales Universitarias, 2003 (ISBN 84-8469-092-X).
- José Luis González Quirós, Ciudades posibles, Madrid, Lengua de Trapo, 2003 (ISBN 84-96080-11-0).
- José Luis González Quirós, Una apología del patriotismo, Madrid, Taurus, 2003 (ISBN 84-306-0462-6).
- José Luis González Quirós, Diccionario de citas, Madrid, Noesis, 2002 (ISBN 84-87462-51-0).
- José Luis González Quirós, El buscador de oro, Madrid, Lengua de Trapo, 2002 (ISBN 84-89618-88-7).
- José Luis González Quirós, El porvenir de la razón en la era digital, Madrid, Síntesis, 1998 (ISBN 84-7738-566-1).
- José Luis González Quirós, Mente y cerebro, Madrid, Parteluz, 1994 (ISBN 84-7916-026-8).
- José Luis González Quirós, Curso superior de Mus, Madrid, Filosofía del juego y tácticas avanzadas. Noesis, 1994 (ISBN 84-87462-05-7) (en colaboración con Ramón Pi)